# 问界
问界（英語：AITO）是中国汽车公司赛力斯与科技公司华为共同推出的新能源汽车品牌，于2021年12月发布。AITO意为（将智能带入汽车）。

## 历史
2021年12月2日，赛力斯与华为正式发布AITO问界品牌。同月稍后，问界品牌首款车型问界M5上市，该车型基于賽力斯SF5 SUV开发。
2023年3月初，问界的各类宣传物料由“AITO问界”变为“HUAWEI问界”，亦有网友爆料内部通告称将宣传话术由“华为深度赋能”改为“华为全面主导”。此举被解读为华为接近造车的进一步举措，赛力斯当时回应称，双方长期深度跨界合作关系及合作模式均没有发生变化。不过，华为创始人任正非在3月31日向内部发文，再次强调华为不造车，亦不能将华为、HUAWEI用于整车宣传和外观上。故华为终端BG CEO、智能汽车解决方案BU CEO余承东在当晚发文，要求下架所有带华为字样的宣传物料。
2023年6月，21个中文“问界”商标由北京永安世达科贸有限公司转让至华为；而英文“AITO”及其logo商标则仍属赛力斯旗下的重庆潽康企业管理咨询有限公司所有。2024年7月，因中国法规要求品牌商和生产商必须合一，华为将多个“问界”文字和图形商标及相关外观专利转让给赛力斯。

## 运营
华为与赛力斯的合作模式系智选车模式，在该模式下，华为提供整套新能源汽车解决方案，并参与产品定义、造型设计、营销、用户体验、质量管控等环节，而赛力斯则负责整车研发、制造和交付。2023年，赛力斯与华为共同成立“AITO问界销服联合工作组”，自该年7月1日起全面负责营销、销售、交付、服务、渠道等业务的端到端闭环管理。

## 车型
- 问界M5（2021年至今）：中型SUV，设有增程和纯电版本。
- 问界M7（2022年至今）：全尺寸SUV，增程式混动。
- 问界M8（2025年至今）：全尺寸SUV，增程式混动。
- 问界M9（2023年至今）：全尺寸SUV，设有增程和纯电版本。

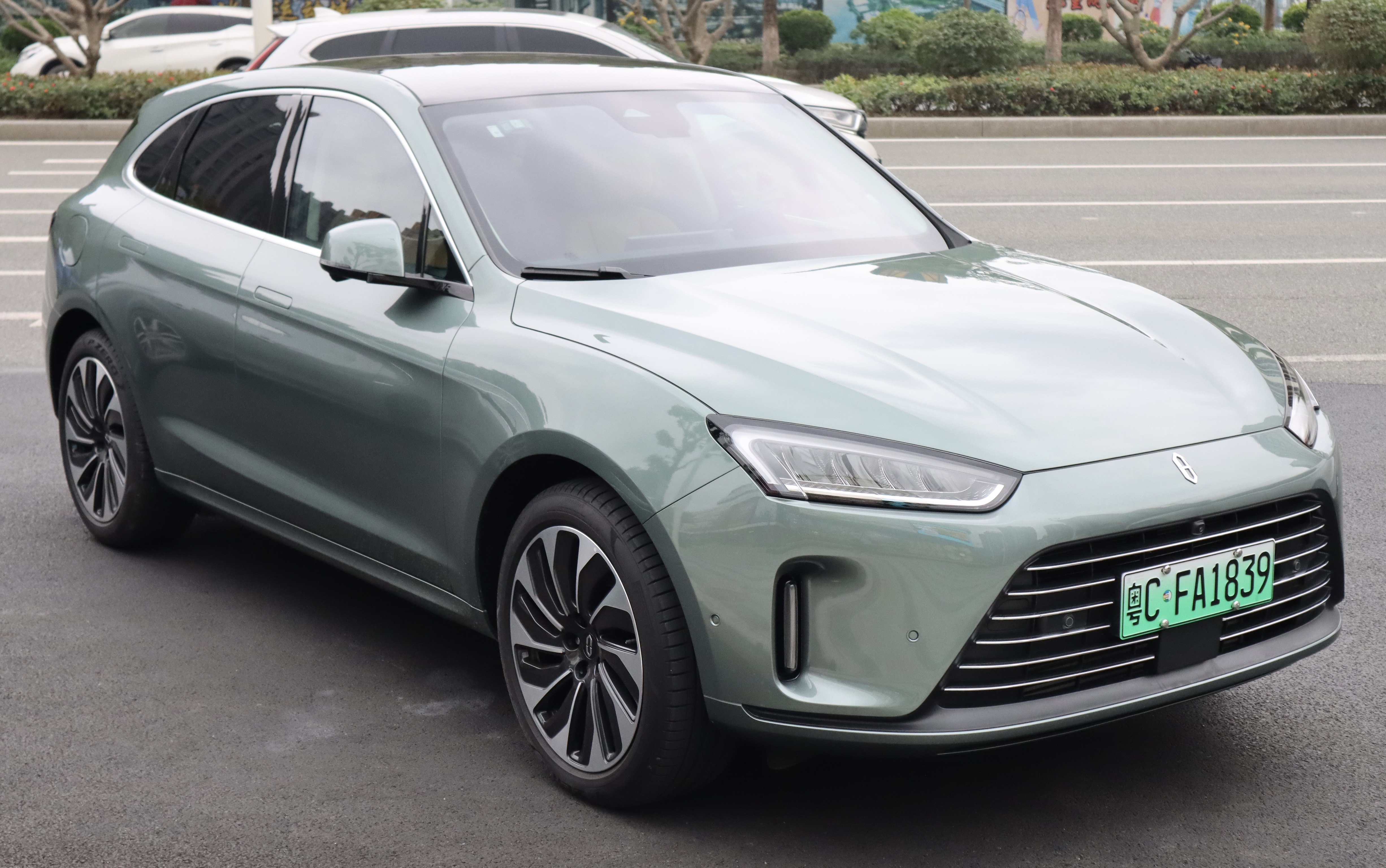
问界M5
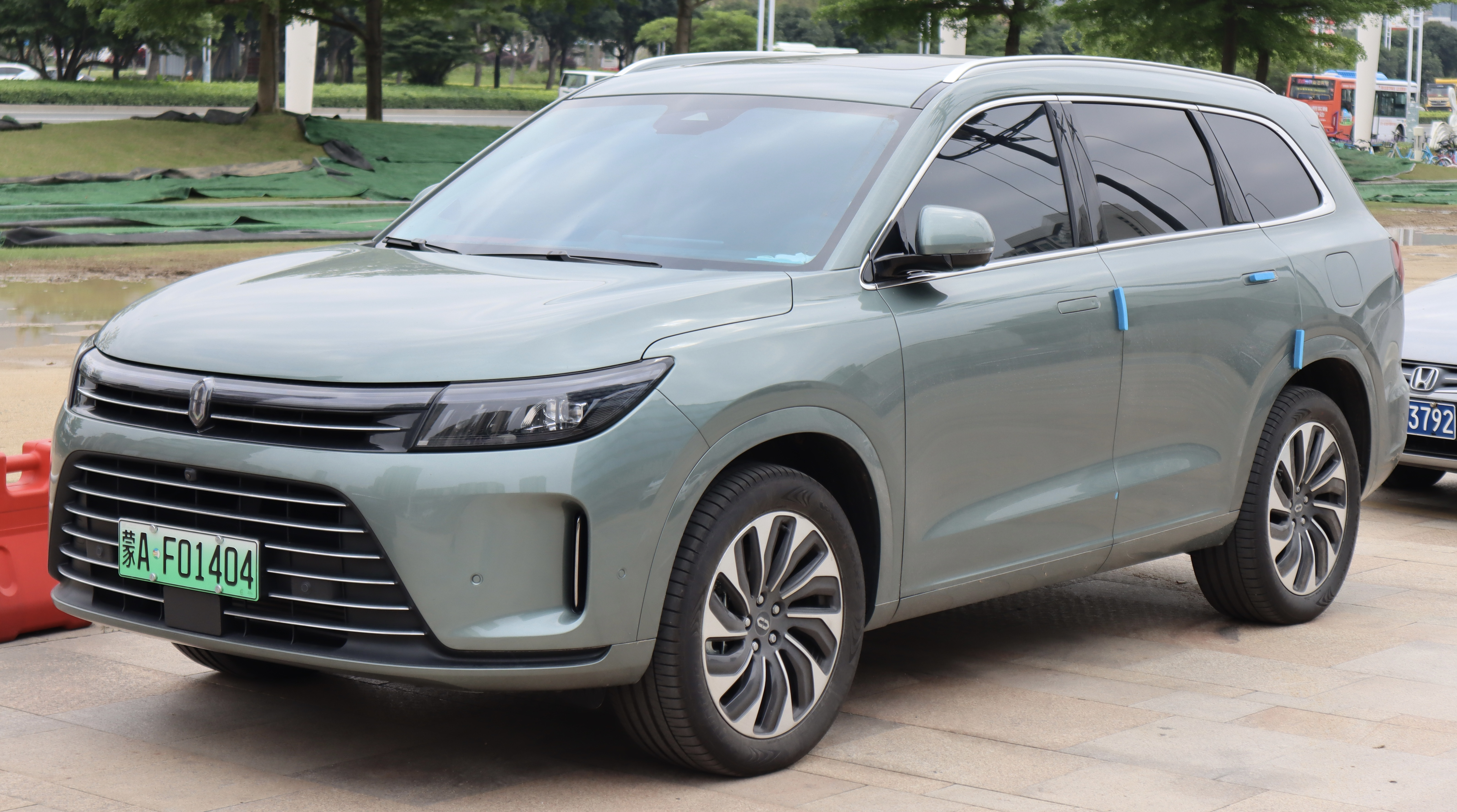
问界M7
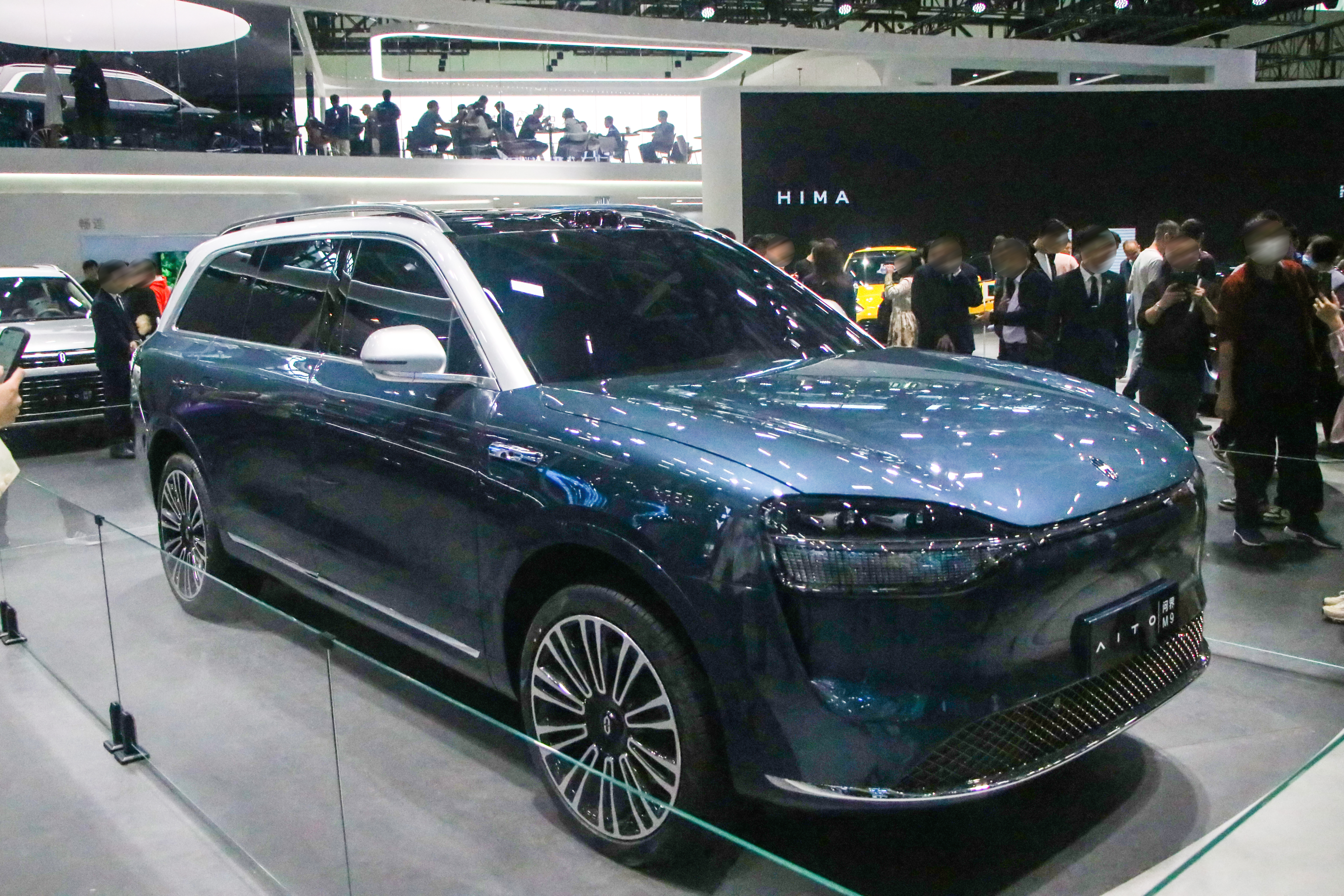
问界M9

## 技术

### 智能座舱
问界是首个搭载华为HarmonyOS智能座舱系统（鸿蒙座舱）的汽车品牌。鸿蒙座舱延续了华为手机及平板的操作逻辑，并针对行驶场景做出了优化，还支持手机、电脑等设备与车机系统进行互联。华为方面声称，有约九成的问界用户认为鸿蒙座舱是整台车最满意的特性。

### 智能驾驶
问界品牌车型搭载了华为提供的智能驾驶解决方案，最新的HUAWEI ADS 2.0系统实现了接近L3级无人驾驶的能力。